# 能高山
能高山（のうこうざん）は、台湾中央山脈の中段に位置する山で、南投県仁愛郷と花蓮県秀林郷の境にある標高3,262mの山である。別称は能高主山あるいは能高山主峰。

## 概要
日本統治時代には、当時山名に「高」の字を有していた玉山（新高山）・雪山（次高山）・能高山を併せて「台湾三高」と称された。 